# Charles-Michel de Salaberry

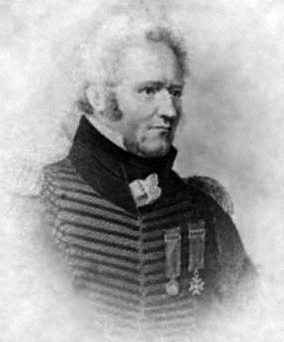
Charles-Michel de Salaberry

Charles-Michel d’Irumberry de Salaberry CB (* 19. November 1778 in Beauport, Provinz Québec; † 27. Februar 1829 Chambly, Niederkanada) war ein frankokanadischer Offizier der britischen Armee sowie niederkanadischer Politiker.

## Leben
Charles-Michel d’Irumberry de Salaberry wurde als ältester Sohn des frankokanadischen Adligen Ignace-Michel-Louis-Antoine d’Irumberry und seiner Ehefrau Françoise-Catherine Hertel de Saint-François in der heutigen Provinz Québec geboren. Gemäß der militärischen Tradition seiner Familie, deren Mitglieder vor der Eroberung Kanadas durch die Briten in der französischen Armee gedient hatten, trat er – wie auch seine beiden Brüder – 1794 im Alter von 14 Jahren als Freiwilliger ins 44th Regiment of Foot der British Army ein, wo er als Katholik französischer Herkunft ein Exot war. Da sein Vater mit Prinz Edward Augustus, Duke of Kent and Strathearn, dem Vater von Königin Victoria befreundet war, besaß er einen einflussreichen Förderer.
1794 erhielt er eine Offizierstelle als Ensign eines in der Karibik stationierten Bataillons des 60th Regiment of Foot. Als solcher zeichnete er sich bei den Kämpfen um die französischen Kolonien Dominica, Guadeloupe und Martinique aus. Nachdem er zum Lieutenant befördert worden war und einen Schiffbruch bei St. John’s überlebt hatte, gehörte er einige Zeit zum Stab des Duke of Kent in Halifax, diente auf dem Linienschiff HMS Asia, das spanische Schiffe jagte, und wurde 1797 wieder in die Karibik nach Jamaika versetzt. Da er nicht über das Geld verfügte, um ein entsprechendes Offizierspatent zu kaufen, wurde er trotz entsprechender Bemühungen des Duke of Kent erst 1799 Capitain-Lieutenant und erhielt erst 1803 den Rang eines Captain und das Kommando über eine Kompanie seines Regiments.
Mit Hilfe des Duke of Kent erhielt er 1804 Krankheitsurlaub, den er in England, teilweise als dessen Gast verbrachte. Ebenfalls dank der Unterstützung des Dukes kam 1806 eine Versetzung zu einem anderen Bataillon seines Regiments unter dem Kommando von Francis de Rottenburg zustande, die ihm einen erneuten Aufenthalt in der Karibik ersparte. 1807 war er trotz Schwierigkeiten mit Major-General George Prevost erfolgreich als Rekrutenwerber in England tätig und wurde dann nach Irland versetzt. 1808 wurde er zum Brigade-Major einer von de Rottenburg kommandierten leichten Infanteriebrigade ernannt, mit der er 1809 an der desaströsen Walcheren-Expedition teilnahm. Wie viele andere Beteiligte erkrankte er schwer an Fieber (das sog. Walcheren-Fieber) und kehrte im Oktober dieses Jahres nach England zurück. Er wurde zum 1. Bataillon des 60th Regiment of Foot zurückversetzt und kam 1810 nach Kanada, wo ihn de Rottenburg, mittlerweile Major-General, als Adjutant verwendete. 1811 wurde er zum Brevet-Major befördert.
Anfang 1812 schlug Salaberry dem nunmehrigen Generalgouverneur Prevost die Bildung der Voltigeurs Canadiens vor, einer überwiegend aus Frankokanadiern bestehenden Milizeinheit. Die Aufstellung dieser leichten Infanterie begann am 15. April 1812. Die Gewinnung von kompetenten Offizieren war jedoch nicht einfach, da die Abwesenheit eines Befehlshabers von seinem Regiment seine Beförderung aufhielt und darüber hinaus ein Milizoffizier unter einem gleichrangigen Armeeoffizier stand. Deshalb kam es zu Spannungen mit Prevost, als dieser Salaberry lediglich den Rang eines Lieutenant-Colonel der Miliz und nicht der Armee verlieh; entgegen anderslautender Zusagen erhielt er diesen Rang erst 1814.
Trotz dieser Schwierigkeiten gelang es Salaberry, einige Armeeoffiziere für die Voltigeurs Canadiens zu gewinnen. Die Mannschaftsstärke dieser Einheit schwankte zwischen unter 300 und über 500 Mann. Im Herbst 1813 kommandierte Salaberry 29 Offiziere und 481 Unteroffiziere und Mannschaften. Er war ein strenger und umsichtiger Kommandeur, der aus seiner Truppe eine disziplinierte und schlagkräftige Einheit formte. Einigen seiner Offiziere war er jedoch zu anspruchsvoll, darunter auch sein Schwager Jean-Baptiste-René Hertel de Rouville, dessen Schwester Marie-Anne-Julie er am 13. Mai 1812 geheiratet hatte, der aus diesem Grund um die Versetzung in ein anderes Regiment bat.
Nachdem die USA Großbritannien am 18. Juni 1812 den Krieg erklärt hatten, kamen die Voltigeurs Canadiens erstmals im November bei der Abwehr einer amerikanischen Invasion in der Ersten Schlacht bei Lacolle Mills zum Einsatz. Salaberry wurde zwar für seine Führung der Vorhut gelobt, musste im Sommer 1813 aber feststellen, dass Prevost in seinem Bericht an die Regierung seine Rolle völlig unterschlagen hatte; stattdessen wurden Generaladjutant Edward Baynes und Major-General Rottenburg gepriesen, obwohl die an dem Gefecht nicht teilgenommen hatten.
Da seine Einheit in der Folge nur noch bei unbedeutenden Operationen eingesetzt wurde, wollte Salaberry im Herbst 1813 schon die Armee verlassen, als er mit seinen Männern und weiteren Miliztruppen sowie einigen Indianern den Befehl erhielt, einer 3.000 Mann starken US-Armee unter Major-General Wade Hampton entgegenzutreten, die Ende Oktober die Grenze überschritten hatte und entlang des Châteauguay auf Montreal marschierte. Hamptons Vorstoß war Teil einer Zangenoperation, mit der die britischen Truppen in Oberkanada abgeschnitten werden sollten. Eine zweite Armee unter Major-General James Wilkinson stieß entlang des Sankt-Lorenz-Stroms vor.
Salaberry baute am Ufer des Chateauguay Rivers bei Allan’s Corners eine starke Defensivstellung auf. Am 26. Oktober griffen die Amerikaner die britischen Stellungen an, zogen sich nach einem vierstündigen Gefecht aber wieder zurück, wozu eine geschickte psychologische Kriegführung beitrug, mit der den US-Truppen die Anwesenheit wesentlich stärkerer britisch-indianischer Verbände vorgespiegelt wurde. So hatten einzelne Soldaten im ansonsten leeren Wald Trompetensignale abgegeben und damit die Anwesenheit weiterer Truppen vorgespiegelt. Außerdem hatten Mohawk-Krieger mit Musketensalven und lauten Kriegsrufen die Anwesenheit einer größeren Truppe vorgetäuscht, was die US-Soldaten dazu veranlasste, den Wald zu beschießen. Da die entmutigten Amerikaner nach diesem Rückschlag den Rückzug aus Kanada antraten, rettete die Schlacht am Chateauguay River zusammen mit dem Sieg Morrisons bei Chrysler’s Farm vom 11. November Montreal vor einem großangelegten US-Angriff.
Salaberrys Vorgesetzter, Major-General Abraham Ludwig Karl von Wattenwyl, und Generalgouverneur Prevost erreichten die britischen Stellungen nach dem Ende des Kampfes. Aufgrund von Gefangenenverhören vermuteten die Kanadier, dass ihnen 6000 bis 7000 Amerikaner gegenübergestanden hatten; Prevosts am Tag der Schlacht geschriebenem Bericht zufolge hatten lediglich 300 Kanadier 7500 Amerikaner besiegt. Dadurch bekam die Schlacht einen legendären Charakter und wurde zu einer Quelle des Stolzes für die Frankokanadier. Salaberry hatte hingegen abermals Grund zur Unzufriedenheit, da seine Rolle im Bericht Prevosts erneut unterschlagen wurde – er behauptete, selbst während der Schlacht anwesend gewesen zu sein, und schrieb den Verdienst für den Sieg von Wattenwyl zu. Nachdem er mit dem Versuch, die ihm zustehende Anerkennung zu erreichen, mehrfach an Prevost ugescheitert war, begann er Ende 1813 seinen Abschied aus der Armee zu planen. Im folgenden Januar erhielt er jedoch schließlich die Danksagungen des House of Assembly (Legislativversammlung von Niederkanada) und des Legislative Council (Legislativrat von Niederkanada) und im März eine Zusage Prevosts, ihn zum Inspekteur der Miliz zu ernennen. Daraufhin übergab er das Kommando über die Voltigeurs Canadiens an Frederick George Heriot.
Prevost hatte die Ernennung Salaberrys allerdings mit einem diskreditierenden Bericht hintertrieben, in dem er ihn als nachlässig beschrieb und fälschlicherweise behauptete, er habe am Chateauguay River lediglich von Wattenwyls Befehle ausgeführt. Als die Bestätigung der Ernennung ausblieb, obwohl er das Amt mehrere Monate lang ausgeübt hatte, reichte Salaberry deshalb seinen Rücktritt ein. Da das Schreiben durch den Duke of Kent abgefangen wurde, behielt er jedoch sein Amt, den Sold eines Lieutenant-Colonel und blieb auch Lieutenant-Colonel der Voltigeurs Canadiens. In der Folge war er am Kriegsgerichtsprozess gegen Henry Procter beteiligt und 1815 nach dem Ende des Krieges mehrere Monate damit beschäftigt, die Auflösung der Milizen, ihre Bezahlung und auch seine eigenen finanziellen Rechte wahrzunehmen.
1816 erhielt Salaberry eine Medaille zu Ehren der Schlacht am Chateauguay River, und 1817 wurde er dank Empfehlungen von Sir Gordon Drummond und George Macdonell (einem Kampfgefährten von 1813) als Companion in den Bathorden aufgenommen. Im Dezember 1818 übertrug ihm Generalgouverneur Sir John Coape Sherbrooke den Sitz seines Schwiegervaters Baptiste-Melchior Hertel de Rouville im Legislative Council. Zuvor war er bereits 1815 zum Friedensrichter für den Bezirk Québec berufen worden, was später auf weitere Distrikte ausgedehnt wurde. Hinzu kamen noch andere Ämter. Salaberry stimmte zwar gegen eine Union von Nieder- und Oberkanada, hielt sie jedoch dennoch für unumgänglich.
Durch Erbschaften, Schenkungen und kluge Käufe erwarb er in den Jahren nach dem Krieg umfangreiche Güter und ein erhebliches Vermögen, was ihn zusammen mit seinen politischen Ämtern zu einer der einflussreichsten Persönlichkeiten Niederkanadas machte. Sein technisches Interesse zeigt sich an seiner Beteiligung an einer Gesellschaft, die ab 1821 ein Dampfschiff mit dem Namen de Salaberry auf dem Sankt-Lorenz-Strom betrieb. Das Schiff ging allerdings 1823 durch einen Brand verloren.
Aus der 1812 geschlossenen Ehe mit Marie-Anne-Julie Hertel de Rouville gingen vier Söhne und drei Töchter hervor. Zwei seiner Söhne (Charles-René-Léonidas d’Irumberry und Melchior-Alphonse) dienten später ebenfalls in der kanadischen Miliz.
Charles-Michel d’Irumberry de Salaberry, der als aufbrausend, aber freundlich, offen und warmherzig galt, starb am 27. Februar 1829 an einem Herzanfall. Durch seinen Sieg am Chateauguay River ist er in Kanada dauerhaft populär geblieben, insbesondere bei den Frankokanadiern. Nachdem es in der Vergangenheit immer wieder Kontroversen um seine tatsächliche Rolle gegeben hat, neigt man heute dazu, den Sieg als Ergebnis einer fruchtbaren Zusammenarbeit verschiedener Elemente gegen einen gemeinsamen Feind zu sehen.

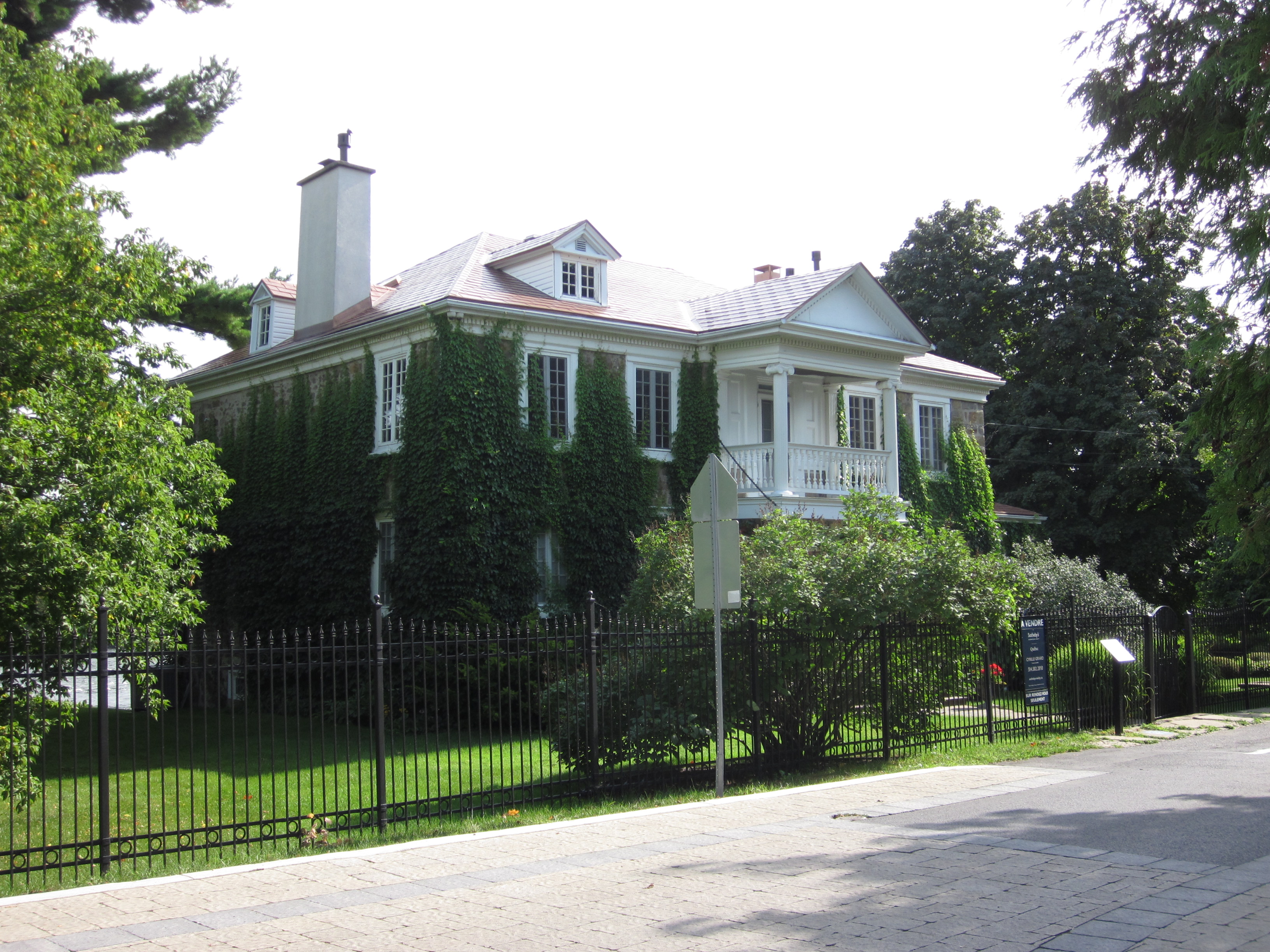
Lieu historique national du Canada de la Maison-de-Salaberry in Chambly

Die kanadische Regierung, vertreten durch den für das Historic Sites and Monuments Board of Canada zuständigen Minister, ehrte de Salaberry am 28. Mai 1934 für sein Wirken als Kommandeur der Voltigeurs Canadiens sowie sein Handeln bei der Schlacht am Chateauguay und erklärte ihn zu einer „Person von nationaler historischer Bedeutung“.
Am 28. November 1996 wurde sein Wohnhaus in  als „Lieu historique national du Canada de la Maison-de-Salaberry“ zur National Historic Site of Canada erklärt.